# Музей рідкісної книги Наукової бібліотеки Одеського національного університету імені І. І. Мечникова

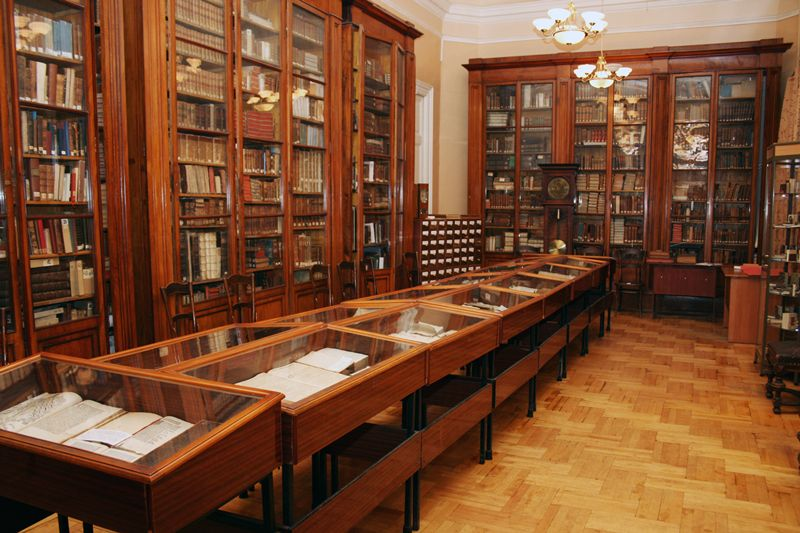
Музей рідкісної книги НБ ОНУ імені І, І. Мечникова

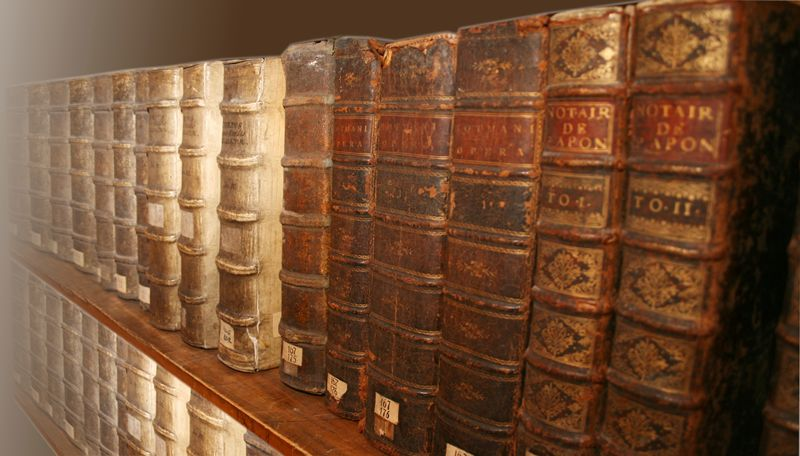
Книги з Музею рідкісної книги НБ ОНУ

## Історія та формування фонду
Формування колекції стародруків у бібліотеці Рішельєвського ліцею (попередника університету в Одесі) почалося ще на початку XIX ст. До виділення стародруків та рукописів із загального фонду бібліотеки вже Новоросійського університету  (сьогодні  – Одеський національний університет імені І. І. Мечникова) в окреме зберігання приступили на початку XX ст. З цією метою була виділена особлива кімната для розміщення рідкісних та цінних видань та рукописів. У 1914 р. в цій кімнаті зберігалися 233 рукописи, інкунабули, кілька десятків видань XV-XVIII ст. 
Систематичне виявлення стародруків та рукописів із основного фонду Головної бібліотеки Вищої школи м. Одеси (колишньої бібліотеки Новоросійського університету) починається з 1920-1921 рр., за короткий термін кількість виявлених примірників досягла 2500 томів. 
Організація Музею книги Центральної Наукової Бібліотеки (ЦНБ) м. Одеси відноситься до 1924-1925 рр. Принципи відбору книг були аналогічні критеріям, прийнятим у той час у всіх великих бібліотеках і музеях світу: рукописи, інкунабули, палеотипи, видання відомих європейських друкарень XVI-XVII ст., книги кирилівського друку і гражданського шрифту, рідкісні і бібліофільські видання XVIII-XIX ст.
Музей книги в ЦНБ проіснував недовго. 1 серпня 1930 р. ЦНБ була об'єднана з Одеською державною бібліотекою, до складу якої увійшли також Одеська публічна (зараз – Одеська національна наукова бібліотека) і Українська державна (зараз – Одеська обласна універсальна наукова бібліотека імені М. С. Грушевського) бібліотеки. Фонд Музею книги ЦНБ влився до складу «Книжкового музею Жовтневої революції», створеного ще в 1922 р. в Одеській публічній бібліотеці.
Університет в Одесі був заново відкритий у 1933 р., в його склад повернулася і бібліотека, за винятком музейного фонду ЦНБ. Одним з основних завдань, що стояло перед співробітниками університетської бібліотеки в передвоєнні роки було виявлення цінних і рідкісних видань замість колишнього музею книги.
Розвиток музейної справи в Одесі було призупинено з початком Другої світової війни. У період окупації Одеси в університетській бібліотеці (об’єднаної з Одеською публічною бібліотекою під керівництвом О. М. Тюнєєвої) працювало всього 19 співробітників, силами яких була збережена більша частина книжкового фонду.
Постановою Ради Народних Комісарів від 14 лютого 1945 р. бібліотека Одеського державного університету (сьогодні  – Одеський національний університет імені І. І. Мечникова) визнана науково-дослідною установою в складі цього навчального закладу. Один з основних напрямків наукової роботи бібліотеки – вивчення рідкісних і цінних видань, історичних особистих колекцій.
Офіційно Музей книги в складі Наукової бібліотеки Одеського державного університету імені І. І. Мечникова був відкритий на підставі наказу директора бібліотеки П. М. Бондаренко 7 лютого 1979 р. З цією метою було виділено приміщення та відреставровано дев’ять книжкових шаф із Воронцовського палацу, переданих бібліотеці ще Новоросійського університету  (сьогодні  – Одеський національний університет імені І. І. Мечникова) разом із книжковим зібранням ще в 1898 р.
Фонд відділу рідкісних книг та рукописів (Музею книги) склали примірники, відібрані із загального книгосховища бібліографами А. К. Папаспіракі, Т. З. Ходжаш, В. С. Фельдманом, М. В. Аргіропуло, Є. В. Савельєвою. П’ять тисяч книг розмістили в шафах із Воронцовського палацу, найбільш рідкісні та цінні примірники книг – на 14 вітринах, тим самим, поклавши і початок двом постійно діючим експозиціям: «З історії книгодрукування» і «З минулого Одеси».
На сьогодні у фонді Відділу рідкісних книг та рукописів (Музею книги) Наукової бібліотеки Одеського національного університету налічується понад 116 тис. одиниць зберігання, включаючи книги з історичних іменних колекцій, найбільш відомою з яких є книжкове зібрання роду Воронцових.
Особливо цінною частиною фонду Відділу рідкісних книг і рукописів (Музею книги) є інкунабули – книги «колискового» періоду книгодрукування (II пол. XV ст.). Найдавніша книга у фондах Наукової бібліотеки Одеського національного університету – трактат середньовічного юриста Йоганна Андреа «Про древа кровного споріднення, близькості, а також про спорідненість духовну ...», виданий у Нюрнберзі близько 1476 р.
Окрасою невеликої колекції інкунабул є «Всесвітня Хроніка» лікаря і гуманіста Гартмана Шеделя, видана в 1493 р. в Нюрнберзі в друкарні німецького видавця Антона Кобергера.
Університетська колекція видань XVI ст. налічує понад 500 книг латинською, французькою, німецькою, італійською, чеською, польською, грецькою, англійською, іспанською, каталонською, датською та церковно-слов’янською мовами, що вийшли в світ в найбільших друкарнях середньовічної Європи: Альдів, Джунтів, Етьєнів, Плантена тощо.
Серед шедеврів вітчизняного книгодрукування XVI ст. – «Острозька Біблія» Івана Федорова (Острог, 1581) і книга богослова IV ст. Василя Кесарійського з Каппадокії «Про постничество» (Острог, 1594).
У Музеї книги зберігається багата колекція видань XVII ст. Вітчизняне книгодрукування представлене виданнями друкарні Києво-Печерської лаври, серед яких третє видання «Литургиариона си есть Служебника ...» (Київ, 1639) Петра Могили, «Ключ розуміння священикам законним і світським» (Київ, 1659) Іоанникія Галятовського, «Синопсис, или Краткое собрание от разных летописцев ...» (Київ, 1674), виданий під редакцією Інокентія Гізеля тощо.
У колекції європейських видань XVII-XVIII ст. з фонду Музею книги є твори знаменитих філософів, теологів, юристів, вчених, письменників і мандрівників того часу.
Колекція книг XIX-XX ст. представлена в основному бібліофільськими виданнями. Серед особливо цінних – праця відомого візантолога Н. П. Кондакова «История и памятники византийской эмали» (СПб., 1892).
Серед рідкісних українських видань «Энеида» І. П. Котляревського (СПб., 1808-1809), «Украинские народные песни», видані М. О. Максимовичем (СПб., 1834), «Русалка Днестровая» (Буда, 1837).
Велику цінність представляє колекція видань «Кобзаря» Т. Г. Шевченка за 1860, 1878, 1867, 1874, 1886, 1906, 1907, 1908, 1919 рр. Формат одного з «Кобзарів», виданого в 1878 р. в Женеві «Громадою», вдало збігся з розміром модного на той час цигаркового паперу фірми «Аваді». Кишенькове видання успішно перетнуло кордон імперій, в’їхавши на територію України між стосиками паперу.
У Музеї книги НБ ОНУ представлені і прижиттєві та рідкісні видання І. Франка, Лесі Українки, Марка Вовчка, М. Грушевського, С. Єфремова, С. Шелухіна та багатьох інших відомих авторів, які розкривають етапи становлення української літератури і науки.
У Музеї книги НБ ОНУ зберігаються меморіальні бібліотеки державних діячів: О. Г. Строганова, сім’ї Воронцових, М. К. Шильдера, відомих вчених, діяльність яких пов’язана з Одеським (Новоросійським) університетом: В. І. Григоровича, Б. О. Лупанова, А. Г. Готалова-Готліба, Ф. Є. Петруня, театрознавця М. В. Терещенка та ін.
Одна з найважливіших колекцій фонду Музею книги НБ ОНУ – зібрання роду Воронцових – налічує майже 13705 назв у 52800 томах більш ніж на 20 мовах. За своїм змістом це універсальне зібрання: тут зберігаються книги практично з усіх галузей знань, в тому числі – значне число раритетних видань, багато з яких відсутні в найбільших книгосховищах світу.
Серед особливо цінних книжкових примірників Воронцовського фонду енциклопедії, словники, мемуарна література, велика колекція європейської періодики XVII-XIX ст., книги, брошури, газети і журнали епохи Французької революції, в тому числі – рідкісні контрреволюційні емігрантські видання.
Один з основних напрямків діяльності Музею книги НБ ОНУ – виставкова і екскурсійна робота. Серед експонатів музею – шедеври західноєвропейського і вітчизняного книгодрукування XV-XVIII ст., мініатюрні видання та книги з автографами. У Музеї книги функціонують постійні виставки – «З історії книгодрукування», «Історія Одеси за матеріалами іменних фондів Наукової бібліотеки ОНУ» і «Малоформатні та мініатюрні видання у фонді НБ ОНУ», що користуються величезною популярністю серед студентів і викладачів університету, а також серед гостей міста.
З вересня 2004 р. фонд рідкісних книг та рукописів бібліотеки Одеського національного університету імені І. І. Мечникова, серед якого чимало пам’ятників книжкової культури європейського значення, є об’єктом національного надбання України.

## Колекція національного надбання України
З 2004 р. фонд стародруків та цінних видань (рідкісних книг) та рукописів Наукової бібліотеки ОНУ є об'єктом національного надбання нашої країни (постанова Кабінету Міністрів України від 22 вересня 2004 р. № 1241).
На теперішній час фонд рідкісних книг та рукописів Наукової бібліотеки Одеського національного університету налічується понад 116 тис. одиниць зберігання, включаючи книги з історичних іменних колекцій, найбільш відомою з яких є книжкове зібрання роду Воронцових.
Особливо цінною частиною фонду бібліотеки Одеського національного університету є інкунабули – книги «колискового» періоду книгодрукування (II пол. XV ст.). Найдавніша книга у фондах Наукової бібліотеки Одеського національного університету – трактат середньовічного юриста Йоганна Андреа «Про древа кровного споріднення, близькості, а також про спорідненість духовну ...», виданий у Нюрнберзі близько 1476 р.
Окраса невеликої колекції інкунабул – «Всесвітня Хроніка» лікаря і гуманіста Гартмана Шеделя, видана в 1493 р. в Нюрнберзі в друкарні німецького видавця Антона Кобергера.
Університетська колекція видань XVI ст. налічує понад 500 книг латинською, французькою, німецькою, італійською, чеською, польською, грецькою, англійською, іспанською, каталонською, датською та церковно-слов’янською мовами, що вийшли в світ в найбільших друкарнях середньовічної Європи: Альдів, Джунтів, Етьєнів, Плантена тощо.
Серед шедеврів вітчизняного книгодрукування XVI ст. – «Острозька Біблія» Івана Федорова (Острог, 1581) і книга богослова IV ст. Василя Кесарійського з Каппадокії «Про постничество» (Острог, 1594).
Важлива частина книжкової колекції – видання XVII ст. Вітчизняне книгодрукування представлене примірниками друкарні Києво-Печерської лаври, серед яких третє видання «Литургиариона си есть Служебника ...» (Київ, 1639) Петра Могили, «Ключ розуміння священикам законним і світським» (Київ, 1659) Іоанникія Галятовського, «Синопсис, или Краткое собрание от разных летописцев ...» (Київ, 1674), виданий під редакцією Інокентія Гізеля тощо.
У колекції європейських видань XVII-XVIII ст. з фонду Музею книги є твори знаменитих філософів, теологів, юристів, вчених, письменників і мандрівників того часу.
Колекція книг XIX-XX ст. представлена в основному бібліофільськими виданнями. Серед особливо цінних – праця відомого візантолога Н. П. Кондакова «История и памятники византийской эмали» (СПб., 1892).
Серед рідкісних українських видань «Энеида» І. П. Котляревського (СПб., 1808-1809), «Украинские народные песни», видані М. О. Максимовичем (СПб., 1834), «Русалка Днестровая» (Буда, 1837).
Велику цінність представляє колекція видань «Кобзаря» Т. Г. Шевченка за 1860, 1878, 1867, 1874, 1886, 1906, 1907, 1908, 1919 рр. Формат одного з «Кобзарів», виданого в 1878 р. в Женеві «Громадою», вдало збігся з розміром модного на той час цигаркового паперу фірми «Аваді». Кишенькове видання успішно перетнуло кордон Російської імперій, в’їхавши на територію України між стосиками паперу.
У Науковій бібліотек  ОНУ представлені і прижиттєві та рідкісні видання І. Франка, Лесі Українки, Марка Вовчка, М. Грушевського, С. Єфремова, С. Шелухіна та багатьох інших відомих авторів, які розкривають етапи становлення української літератури і науки.
До національного надбання України відносяться і меморіальні бібліотеки державних діячів: О. Г. Строганова, сім’ї Воронцових, М. К. Шильдера, відомих вчених, діяльність яких пов’язана з Одеським (Новоросійським) університетом: В. І. Григоровича, Б. О. Лупанова, А. Г. Готалова-Готліба, Ф. Є. Петруня, театрознавця М. В. Терещенка.
Одна з найважливіших колекцій фонду Наукової бібліотеки ОНУ – зібрання роду Воронцових – налічує майже 13705 назв у 52800 томах більш ніж на 20 мовах. За своїм змістом це універсальне зібрання: тут зберігаються книги практично з усіх галузей знань, в тому числі – значне число раритетних видань, багато з яких відсутні в найбільших книгосховищах світу.
Серед найцінніших книжкових примірників Воронцовського фонду енциклопедії, словники, мемуарна література, велика колекція європейської періодики XVII-XIX ст., книги, брошури, газети і журнали епохи Французької революції, в тому числі – рідкісні контрреволюційні емігрантські видання.
До об’єкту національного надбання України належить і особистий архів відомого психолога та філософа, професора Новоросійського (Одеського) університету М .М. Ланге (1858-1921), що зберігається у Науковій бібліотеці Одеського національного університету. Серед матеріалів архіву – конспекти лекцій, перші варіанти докторської дисертації, рукописи наукових робіт, матеріали, пов'язані з роботою на посаді директора Одеських Вищих Жіночих Курсів, особисте та ділове листування. 
Фонд рідкісних книг та рукописів бібліотеки Одеського національного університету імені І. І. Мечникова – унікальний об’єкт, що не піддається відтворенню, втрата або руйнування якого матиме серйозні негативні наслідки для розвитку науки та суспільства.